# كامالا خان
كامالا خان، هي بطلة خارقة تحمل الاسم المستعار (الآنسة مارفل) تظهر في الكتب المصورة الأمريكية التي تنشرها مارفل كوميكس. تم إنشائها من قبل المحررين سناء أمانات وستيفن فاكر والكاتبة ج. ويلو ويلسون والفنان أدريان ألفونا، وهي أول شخصية مسلمة في مارفيل تصدر كتابها الهزلي. أول ظهور لها كان في كابتن مارفل # 14 (أغسطس 2013) قبل أن تنضم إلى السلسلة المنفردة Ms. Marvel، التي ظهرت لأول مرة في فبراير 2014.
داخل «عالم مارفل»، كامالا هي مراهقة أمريكية مسلمة من والدين باكستانيين الأصل، من مدينة جيرسي، بولاية نيوجيرسي بقدرات متغيرة، تكتشف أن لديها جينات غير إنسانية في أعقاب قصة «إنهيومانز» وتتخذ عباءة الآنسة مارفل من قدوتها كارول دانفرز بعد أن تصبح دانفر كابتن مارفل. وقد قوبل إعلان مارفل بأن شخصية مسلمة تتصدر كتاب كوميكس برد فعل واسع النطاق، وحصل الجزء الأول من السيدة مارفل على جائزة هوغو لأفضل قصة مصورة في عام 2015.

## تاريخ النشر
في نوفمبر 2013، أعلنت مارفل كوميكس أن كامالا خان، سوف تتصدر سلسلة كتاب الكوميكس السيدة مارفل ابتداءً من فبراير 2014. كتب المسلسل ج. ويلو ويلسون ورسمه أدريان الفونا، جاعلاً لأول مرة شخصية مسلمة تتصدر كتاباً خاصة لها في مارفل كوميكس. ومع ذلك، لاحظت نولين كلارك من صحيفة لوس أنجلوس تايمز أن كامالا ليست أول شخصية مسلمة في الكتب المصورة، والتي تشمل سيمون باز، داست وإم. جائت فكرة كمالا خان خلال محادثة بين محرري مارفل سناء آمانت وستيفن ووكر. قالت سناء: «كنت أقول له [واكر] بعض الحكايات المجنونة عن طفولتي حيث نشأت كمسلمة أمريكية. لقد وجدها مضحكة». ثم أخبر الأثنان ويلسون حول هذا المفهوم وأصبح ويلسون حريصًا على بدء المشروع. وقالت «سناء» إن السلسلة جائت من «الرغبة في استكشاف الشتات المسلم-الأمريكي من منظور أصيل.» وذكرت سناء أن زي كمالا تأثر بالسلوار قميص. كانوا يريدون أن يمثل الزي ثقافتها، لكنهم لا يريدون لها أن ترتدي الحجاب. كما صرّحت أمانات أنها تريد أن تبدو الشخصية «أقل جاذبية جنسية» من أجل جذب المزيد من القراء الإناث.
عرفت مارفل بأنها تريد فتاة شابة مسلمة، لكنها ذكرت أنها يمكن أن تكون من أي مكان من المنشأ وبأي خلفية. نظر ويلسون في البداية بجعلها فتاة عربية من ديربورن بولاية ميشيجان، لكنه أختار في النهاية أن ينشئ فتاة ديسي من مدينة جيرسي. جيرسي سيتي، التي تقع عبر نهر هدسون في مانهاتن، وقد يشار إليها باسم مدينة نيويورك «الحي السادس». وبالتالي فهي تشكل جزءًا مهمًا من هوية كمالا ورحلة سرد شخصيتها حيث أن معظم قصص مارفل كوميكس في مانهاتن. يشرح ويلسون، «إن جانباً ضخماً من السيدة مارفل هو» بطلة السلسلة الثانية «في» مدينة السلسلة الثانية «وتضطر إلى النضال من الشفقة والعواطف التي يمكن أن تعطيها الشخصية.»
لا تستكشف السلسلة صراعات كمالا مع الأشرار الخارقين فحسب، بل تستكشف أيضاً النزاعات في منزل كمالا والواجبات الدينية. وقال ويلسون الذي اعتنق الإسلام «هذا ليس تبشيرًا. كان من المهم بالنسبة لي تصوير كامالا كشخص يكافح من أجل إيمانه». وتابع ويلسون قائلاً: «إن شقيقها محافظ للغاية، وأمها مجنونة بالشك لدرجة أنها لو لمست صبيًا ستحمل، ويريد والدها منها أن تركز على دراستها وتصبح طبيبة.» وأضافت «سناء»، بقدر ما يكون الإسلام جزءًا من هوية كمالا، فإن هذا الكتاب لا يعظ عن الدين أو العقيدة الإسلامية على وجه الخصوص. يتعلق الأمر بما يحدث عندما تكافح مع العلامات المفروضة عليك، وكيف يشكل ذلك شعورك بالذات. إنه صراع واجهناه جميعًا بشكل أو بآخر، ولا يتعلق فقط بكمالا لأنها مسلمة. دينها هو مجرد جانب واحد من العديد من الطرق التي تعرفها بنفسها.
في السلسلة، تأخذ كمالا أسم الآنسة مارفل من كارول دانفرز، التي تأخذ الآن أسم الكابتن مارفل. كشف كيلي سو ديكونيك كاتب الكابتن مارفل أن كامالا قدمت في الواقع بشكل موجز في الكابتن مارفل #14 (أغسطس 2013) قائلاً: «يمكن أن ترى كامالا في خلفية مشهد في الكابتن مارفل 14... وهي مضللة عمداً في موقع ترى كارول تحمي المدنيين من يون روغ.» وفقا لويلسون، كامالا تحب بطلتها كارول حتى عندما تكتسب كامالا قدرات خارقة، فهي تحاكي كارول دانفرس. «تمثل كابتن مارفل المثل الأعلى لكامالا. فهي قوية وجميلة» وأوضح ويلسون. «كامالا معجبة كبيرة بالكتب المصورة، وبعد أن أكتشفت قوتها الخارقة للطبيعة - كونها متعددة الأشكال وقادرة على إطالة أذرعها وساقيها وتغيير شكلها - أتخذت أسم الآنسة مارفل»، قالت سناء. كامالا خان هي واحدة من عدة شخصيات يكتشفون أن لديهم تراث إنهيومانز في أعقاب قصة «إنهيومانز»، التي يتم فيها إطلاق سراح تريغين ميست في جميع أنحاء العالم وتفعيل الخلايا النائمة.
في السلسلة الأولى للقصة، تواجه كامالا السيد إديسون / المخترع، وهو مزيج من الإنسان والطيور. ابتكر ويلسون المخترع ليكون أول منافس لكامالا ليعكس تعقيد كامالا نفسها. " خلال القصة، تكون كمالا أيضًا فريقاً مع مع وولفرين التابع لأكس-مان ضد المخترع. ولأن ولفيرين يتعامل مع فقدان عامل الشفاء خلال هذا الوقت، فإن كامالا توضع في موقع الاضطرار إلى تحمل الكثير من المسؤوليات، حيث رأى ويلسون أن هذا الدور من شأنه أن يفسد توقعات القراء بأن وولفيرين سيأخذ زمام المبادرة في مثل هذا الفريق.
في عام 2014 في سان دييغو كوميك كون إنترناشيونال، أعلن الكاتب دان سلوت أن كمالا خان ستجتمع مع الرجل العنكبوت ابتداءً من الرجل العنكبوت المذهل #7 (أكتوبر 2014) خلال قصة «بيت-العنكبوت». دان وصف كامالا بأنها «الشخصية الأقرب إلى بيتر باركر الكلاسيكي» موضحاً: «إنها بطلة خارقة في سن المراهقة، تمارس حياتها، تخطئ، تحاول القيام بكل شيء بشكل صحيح».
ابتداءً من شهر يونيو 2015، ربطت السيدة مارفل بحدث «عبر السر» المتقاطع مع قصة «الأيام الأخيرة»، والتي تشرح تفاصيل قصة كمالا خان عن نهاية عالم مارفل. وأوضح ويلسون «في قصة» الأيام الأخيرة «، على كامالا أن تتصارع مع نهاية كل شيء تعرفه، وتكتشف ما يعنيه أن تكون بطلاً عندما يكون العالم كله على المحك.» في القصة، تهرع كامالا خان إلى التعامل مع التهديد في مانهاتن. ومع ذلك، يكشف ويلسون، «ستواجه عدوًا شخصيًا للغاية حيث تنتشر الفوضى في مانهاتن في مدينة جيرسي، وستُجبر على أتخاذ بعض الخيارات الصعبة جدًا. سيكون هناك أيضًا مظهر مميز جدًا من جانب البطلة كامالا — والمشجعون — كانوا ينتظرون اللقاء لفترة طويلة.»
في مارس 2015، أعلنت مارفل أن كامالا خان ستنضم إلى المنتقمون في المنتقمون الجدد كليًا والمختلطون FCBD (مايو 2015) للكاتب مارك ويد والفنانين آدم كوبرت ومحمود أسرار، والذي سيعقد في أعقاب «الحروب السرية». كما تم عرض مجلد ثانٍ للسيدة مارفل بطولة كمالا خان من قبل ويلسون وألفونا وتاكيشي ميازاوا في أعقاب «الحروب السرية» كجزء من مبادرة مارفل الكل-جديد، الكل مختلف مارفل. قالت «سناء»، في الوقت الذي يأتي فيه هذا الإطلاق الجديد، سيكون قد مر أكثر من عامين على العرض الأول للسيدة مارفل - والصبي، لقد مرت كمالا خان بالكثير منذ ذلك الحين. لقد كانت تأتي ببطء إلى بلدها، وتتعامل مع تحديات التنقل في سن الرشد وكونها بطلاً عظيماً. لكن تدريبها انتهى الآن وحان الوقت للبطولات الكبيرة. السؤال هو هل تستطيع أن تتعامل معها؟... بقدر ما يحق لكمالا أن تكون هناك، فهي لا تزال صدمة ثقافية. الحلم بكونك منتقم، ثم فجأة كونك شخصاً تحمل الكثير من العبء بالنسبة لشخص بعمرك. لذلك، سوف تكون متعبة قليلاً، طموحة قليلاً.
في مارس 2016، أعلنت مارفل أن السيدة مارفل ستنضم إلى قصة «الحرب الأهلية الثانية» من خلال إصدار صورة ترويجية توضح وجود خلاف بين خان ودانفرز. «في حين أن» الحرب الأهلية الثانية «ربما تكون قد بدأت في هذا الصدع، فقد عرفنا لبعض الوقت أن كامالا ستحتاج في النهاية إلى فصل نفسها عن قدوتها. وتتمحور رحلتها حول اكتشاف الذات والهوية، فالصدع بين كارول وكامالا لا علاقة له بالصواب والخطأ، بل يتعلق بالنمو وتحقيق أنك تدرك العالم بشكل مختلف حتى عن أولئك الذين تحبهم» فصلت سناء.
في يوليو، أعلنت مارفل أن كامالا خان ستنضم إلى الأبطال، وهو فريق من الأبطال الخارقين المراهقين الذين انفصلوا عن المنتقمون في أعقاب انتهاء «الحرب الأهلية الثانية». ويضم الفريق، الذي ظهر في سلسلة كتبها مارك ويد والفنان هومبيرتو راموس، كمالا خان، سبايدر مان (مايلز موراليس)، نوفا (سام ألكسندر)، هالك (أمادوس تشو)، فيف فيجن، ونسخة مراهقة من سايكلوبس. وقال ويد: «الثلاثة الأولون هم الأطفال الذين تركوا المنتقمون بشكل أخلاقي. كان ذلك سهلاً. هؤلاء الثلاثة، في أنفسهم، يشكلون فرقة فرعية صغيرة لطيفة. ديناميكيتهم عظيمة. كلهم يظهرون في كتب بعضهم البعض، وعلى الرغم من أن لديهم حججهم ونقاط التوتر، فمن الواضح أنهم جيدون معًا.»
في أغسطس، ظهرت كمالا خان في فيلم فتاة القمر والديناصور الشيطان # 10 للكتابة آيمي ريدير وبراندون مونتكلير. في هذا العدد، تعمل كامالا خان كمرشدة لفتاة القمر (لونيلا لافاييت) التي هي أيضا إنهيومانز صامتة جاءت فجأة إلى صلاحياتها. صرحت سناء أن كامالا ترى الكثير من نفسها في لافاييت، ومن خلال تعليمها، تتعلم كامالا خان الكثير عن نفسها.
في نوفمبر، أعلنت مارفل أن كامالا خان ستنضم إلى تجسيد جديد للمحاربين السريين في سلسلة من قبل الكاتب ماثيو روزنبرغ والفنان خافيير جارون التي ظهرت لأول مرة في مايو 2017. تشكل الفريق في أعقاب قصة «إنهيومانز x أكس-مين»، ويشمل أيضا كواك، كرانك، فتاة القمر، والديناصور الشيطان. وذكر روزنبرغ أن هناك بعض الصراعات والأحتكاكات بين أعضاء الفريق، «السيدة مارفل وكواك تحاربان حقاً من أجل روح الفريق بطرق كثيرة، في حين ستستمر فتاة القمر في فعل شيء خاص بها. جميعهم يخضعون للأختبار والتحدي، هم أبطال خارقون، لكنهم سيفعلون الأشياء بطريقتهم هم».
في مارس 2017، أعلنت مارفل أن كامالا خان ستجتمع مع كارول دانفرز في ون شوت من سلسلة مختارات محدودة، جينيرايشونز بواسطة ويلسون وباولو فيلانيلي. ذكر ويلسون أن العدد سيستكشف علاقة كارول وكامالا المرشد والطالب، لكن «في جوهرها، يدور حول النمو، والجزء الأكبر من النمو يكتشف أن محبوبتك لها أقدام من الطين - وتغفر لهم لعيوبهم بينما تكسب فهماً للبالغين.»
في ديسمبر، بدأت السيدة مارفل في إنشاء قصة جديدة بعنوان «قفر المراهقة» كجزء من إعادة إطلاق برنامج مارفل ليجاسي. قال ويلسون: «منذ أحداث» الحرب الأهلية الثانية «، كان هناك أحتكاك بين كمالا ومرشدتها، الكابتن مارفل. في هذا الآرك، نحن نستكشف كيف أن الموروثات المعقدة يمكن أن تكون عندما تنتقل من جيل إلى جيل. وهي تستفسر كثيراً عن نفسها وعن مهمتها، وينتهي الأمر بأصدقائها ببعض الأدوار المهمة - غير المتوقعة - لذا، فالآرك في حقيقة الأمر يتعلق بمجموعة من المراهقين الذين يفتقرون إلى التقدير الكافي والذين يجتمعون معاً لمحاربة الشر.»

## جمع الطبعات
غلاف عادي
| العنوان                               | المواد التي تم جمعها                                                          | تاريخ النشر             | ISBN           |
| ------------------------------------- | ----------------------------------------------------------------------------- | ----------------------- | -------------- |
| السيدة مارفل 1: ليس عادي              | السيدة أعجوبة المجلد. 3 #1-5، المواد من أول-نيو مارفل الآن! نقطة واحدة        | 28 أكتوبر، 2014         | 978-0785190219 |
| السيدة مارفل 2: جينيرايشون واي        | السيدة أعجوبة المجلد. 3 #6-11                                                 | 24 مارس، 2015           | 978-0785190226 |
| السيدة مارفل 3: سحق                   | السيدة أعجوبة المجلد. 3 #12-15 المواد من شيلد #2                              | يونيو / حزيران 23, 2015 | 978-0785192275 |
| السيدة مارفل 4: الأيام الأخيرة        | السيدة أعجوبة المجلد. 3 #16-19 المواد من الرجل العنكبوت المذهل المجلد. 3 #7-8 | 24 نوفمبر 2015          | 978-0785197362 |
| السيدة مارفل 5: مشهورة جداً            | السيدة أعجوبة المجلد. 4 #1-6                                                  | 12 يوليو / تموز 2016    | 978-0785196112 |
| السيدة مارفل 6: الحرب الأهلية الثانية | السيدة أعجوبة المجلد. 4 #7-12                                                 | 27 ديسمبر 2016          | 978-0785196129 |
| السيدة مارفل 7: ضرر في ثانية          | السيدة أعجوبة المجلد. 4 #13-18                                                | 1 أغسطس 2017            | 978-1302903053 |
| السيدة أعجوبة حجم 8: مكة              | السيدة أعجوبة المجلد. 4 #19-24                                                | 28 ديسمبر 2017          | 978-1302906085 |

| العنوان                      | المواد التي تم جمعها | تاريخ النشر    | ISBN           |
| ---------------------------- | --- | -------------- | -------------- |
| السيدة مارفل المجلد 1        | السيدة أعجوبة المجلد. 3 #1-11, المواد من أول-نيو مارفلل الآن! نقطة واحدة                                                                 | أغسطس 25, 2015 | 978-0785198284 |
| السيدة مارفل المجلد 2        | السيدة أعجوبة المجلد. 3 #12-19 السنوية 1, الرجل العنكبوت المذهل vol. 3 #7-8                                                              | أبريل 19, 2016 | 978-0785198369 |
| السيدة مارفل الجامع المجلد 1 | السيدة أعجوبة المجلد. 3 #1-19 السنوية 1, الرجل العنكبوت المذهل المجلد. 3 #7-8, S.H.I.E.L.D. #2 والمواد من أول-نيو مارفل الآن! نقطة واحدة | نوفمبر 1, 2016 | 978-1302902018 |
| السيدة مارفل المجلد 3        | السيدة أعجوبة مجلد 4. #1-12 | 27 يونيو 2017  | 978-1302903619 |
| السيدة مارفل المجلد 4        | السيدة أعجوبة مجلد 4. #13-24 | 26 يونيو 2018  | 978-1302909130 |

## الأستقبال

### رد الفعل الأولي
وقد قوبل إعلان مارفل بردود فعل واسعة الانتشار عبر الإنترنت. فاطمة فاخراي، مؤسِّسة مسلمة ميديا واتش، وهي مجموعة مناصرة متنوعة، أخبرت قناة الجزيرة الأمريكية بأنها «ستكون نافذة على التجربة الأمريكية الإسلامية» وأنها «تطبع فكرة التجربة الأمريكية كمسلمة.» وقالت بريت وايت من شركة «كوميك بوك ريسورسيز»: «مع كامالا خان، ابنة المهاجرين الباكستانيين الذين يعيشون في مدينة جيرسي، أظهرت مارفل كوميكس مرة أخرى أنها تريد أن تضم مجموعات من السكان الأمريكيين الذين لم يستلهموا أنفسهم بعد من أبطالهم.» وقال حسين رشيد الذي يكتب لـ CNN: «إن شخصية كمالا خان لديها الفرصة لتقديم شيء جديد لتلوين الثقافة الأسلامية. إنها ولدت في الولايات المتحدة، ويبدو أنها جزء من جيل ما بعد 9/11، وهي مراهقة.» قارن معاذ خان من الغارديان كمالا خان مع ملالا يوسفزي وأشار يجب على بقية صناع الترفيه أن تتبع مثال مارفل.
ومع ذلك، شعر الدكتور ليون موسوي من جامعة ليفربول أن عائلة هذه الشخصية ستعزز الصورة النمطية للوالدين المسلمين المقيدين، وأن قدرتها على تغيير شكلها تشبه العديد من الصور النمطية المعادية للمسلمين، وخاصة التقية: وهي نظام قانوني يمكن بموجبه لفرد مؤمن أن ينكر إيمانه أو ارتكاب أعمال غير قانونية أو التجديف خلاف ذلك في حين تعرضهم لخطر أضطهاد كبير. السياسي الساخر ستيفن كولبير مازح بشأن قرار مارفل بإدخال إسلاميين خارقيين في برنامجه التلفزيوني. كما قام الكوميدي كونان أوبراين أيضاً بعمل نكتة عبر تويتر، لربط دين الشخصية بتعدد الزوجات، لكنه أزاحها لاحقاً بسبب رد الفعل الشعبي.

### رد فعل حاسم
وقال ميجان دامور من مجلة «كوميك بوك ريسورسز»: «لا يوجد شيء لا نحبه حول السيدة مارفل #1: كل شخصية متكونة ومختلفة بشكل جيد، القصة، متقنة بمحبة، والفن، ومخططة بدقة، وفي بعض الأحيان، مضحكة بشكل واضح.» قالت جين أبراهاميان من كوميك فاين «السيدة مارفل صنعت لأول مرة بشكل مبهج، وتبين الثقة والقلب حتى قبل أن تضع القناع. كمالا ليست بطلة خارقة متوسطة وتبدو قصصها وكأنها تتجه في اتجاه مثير. لتوسيع نطاقها؛ يعد عامل التنويع بطريقة لا تشعر بأنها رمزية أو مؤقتة وهو خطوة كبيرة، والسيدة مارفل تطلق مع عدد أولي صلب عالم - كون، حتى - لإمكانيات القصة.» قال جوشوا ييل من IGN، «تقدم السيدة مارفل شخصية نابضة بالحياة ومضطربة لا يمكنك مساعدتها إلا عن طريق الحب». قال جورج مارستون من نيواراراما، «السيدة مارفل هي عدد أولي قوي، وهذا بحد ذاته ينبغي أن يكون انتصاراً ليس فقط لـ ج. ويلو ويلسون وأدريان الفونا، ولكن بالنسبة لـ مارفل كوميكس نفسها... إنها ليست منفعلة بالتحديد، وكمالا خان ليست بالضبط أول بطلة مراهقة مترددة في تاريخ مارفل الطويل، لكن الآنسة مارفل هي واحدة من أقوى العروض لأول شخصية جديدة التي مارستها مارفل منذ فترة طويلة.»

### الأوسمة
| السنة | الجائزة                            | الصنف            | الفائز/المرشح                                            | النتيجة | المراجع. |
| ----- | ---------------------------------- | ---------------- | -------------------------------------------------------- | ------- | -------- |
| 2015  | جائزة هوغو                         | أفضل قصة مصورة   | السيدة مارفل المجلد 1: ليس عادي                          | فوز     | [ 31 ]   |
| 2015  | جائزة إيسنر                        | سلسلة جديدة      | السيدة مارفل، من قبل ج. ويلو ويلسون وأدريان ألفونا       | رُشِّح     | [ 32 ]   |
| 2015  | جائزة إيسنر                        | كاتب             | ج. ويلو ويلسون، السيدة مارفل                             | رُشِّح     |          |
| 2015  | جائزة إيسنر                        | محبر             | أدريان ألفونا، السيدة مارفيل                             | رُشِّح     |          |
| 2015  | جائزة إيسنر                        | فنان غلاف        | جيمي مكّيلفي/ ماثيو ويلسون، الشرير + الآلهة؛ السيدة مارفل | رُشِّح     |          |
| 2015  | جائزة إيسنر                        | كتابة            | جو كاراماجنا، السيدة مارفل، ديرديفيل                     | رُشِّح     |          |
| 2015  | جائزة هارفي                        | أفضل سلسلة جديدة | السيدة مارفل، مارفيل كوميكس                              | رُشِّح     | [ 33 ]   |
| 2015  | جائزة هارفي                        | أفضل كاتب        | ج. ويلو ويلسون، السيدة مارفل، مارفل كوميكس               | رُشِّح     |          |
| 2015  | جائزة جو شستر                      | فنان متميز       | أدريان ألفونا، السيدة مارفيل                             | فوز     | [ 34 ]   |
| 2016  | مهرجان أنغولم الدولي للقصص المصورة | جائزة لسلسلة     | السيدة مارفيل، من قبل أدريان ألفونا وجي ويلو ويلسون      | فوز     | [ 35 ]   |
| 2016  | جائزة إيسنر                        | أفضل كاتب        | ج. ويلو ويلسون، السيدة مارفل                             | رُشِّح     | [ 36 ]   |
| 2016  | جائزة هارفي                        | أفضل كاتب        | ج. ويلو ويلسون، السيدة مارفل، مارفل كوميكس               | رُشِّح     | [ 37 ]   |
| 2016  | دراغون كون                         | أفضل كتاب كوميكس | السيدة مارفل                                             | فوز     | [ 38 ]   |

### المبيعات
السيدة مارفل 1: كانت الرواية المصورة الأكثر مبيعاً في تشرين الأول / أكتوبر عام 2014،  وبحلول تشرين الثاني / نوفمبر 2014، وصلت إلى المرتبة الثانية في قائمة نيويورك تايمز لأكثر الكتب مبيعاً من غلاف عادي للكتب الرسومية الورقية. في نيسان / أبريل 2015, السيدة مارفل 2: جينيرايشون واي في أول أطلاق تصل إلى #4 في قائمة نيويورك تايمز لأفضل الكتب مبيعاً من غلاف عادي للكتب الرسومية الورقية. في تموز / يوليه 2015, السيدة مارفل 3: كراشيت في أول أطلاق تصل إلى #3 في قائمة نيويورك تايمز لأفضل الكتب مبيعاً من غلاف عادي للكتب الرسومية الورقية.

## الأثر الثقافي

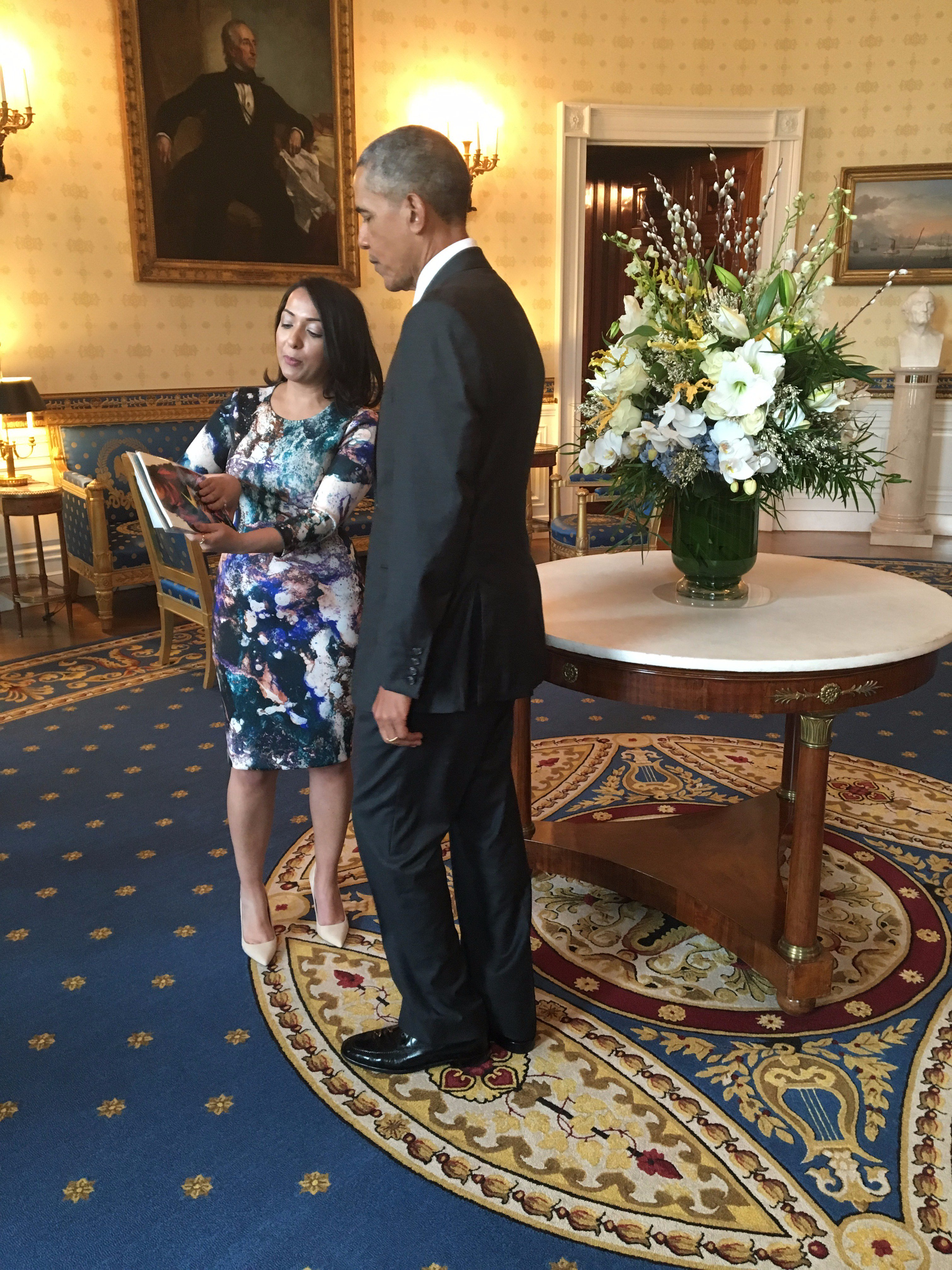
المبتكرة سناء أمانات تقدم للرئيس باراك أوباما نسخة من السيدة مارفل المجلد. 1 في حفل استقبال لشهر تاريخ المرأة.

- في يناير 2015، بدأت صور كامالا خان تظهر على إعلانات معادية للإسلام في حافلات مدينة سان فرانسيسكو. الإعلانات، التي اشترتها مبادرة الدفاع عن الحرية الأمريكية، تساوي بين الإسلام والنازية. وردًا على ذلك، غطى فنانوا الشوارع الإعلانات مع صور كامالا خان إلى جانب رسائل مثل "" استدعاء جميع منتهكي التفرقة العنصرية، "" القضاء على العنصرية "،" حرية التعبير ليست ترخيصًا لنشر الكراهية "،" إن الإسلاموفوبيا تؤذينا جميعًا "، "عنصري". حول الرد، غرد ويلسون، "بعض الأشخاص المذهلين كانوا يرسمون إعلانات الحافلات ضد المسلمين في SF مع كتابات السيدة مارفل... بالنسبة لي، الكتابة على الجدران هي جزء من محادثة حرية الكلام. الدعوة والاستجابة. الحجة، المعارضة."[43]
- في آذار / مارس 2016, أُستقبلت سناء آمنات بالرئيس باراك أوباما في استقبال شهر تاريخ المرأة في البيت الأبيض. في كلمته الافتتاحية أجاب أوباما: «قد تكون السيدة مارفل من تأليفك في كتابك الهزلي، لكن أعتقد أنه بالنسبة للكثير من الأولاد والبنات الصغار، فإن سناء هو بطل حقيقي.»[44]
- في أكتوبر / تشرين الأول 2016، ظهرت كامالا خان على غلاف ذا فيليج فويس لتخليد ذكرى ج. هاورد ميلر ملصق "نستطيع فعلها!". ويرافق هذا الغلاف مقال بقلم مليكا راو بعنوان "البطل الخارق في أوقاتنا: السيدة مارفل ستنقذك الآن.[45]
- في مارس 2018، أضافت ميريام وبستر 850 كلمة إلى قاموسهم، بما في ذلك كلمة "Embiggen". "Embiggen"، التي ظهرت لأول مرة في المعجم في حلقة من مسلسل ذا سيمبسونز عام 1996، حظيت بشعبية في صفحات السيدة مارفل بأعتبارها طريقة تصف بها كامالا عن صلاحيتها في تغيير الشكل.[46]

## إصدارات أخرى
- تظهر نسخة قديمة من كمالا خان في فيلم إنهيومانز: أرتقاء أتيلان بواسطة تشارلز سولي وجون تيمز كجزء من قصة «الحروب السرية» لعام 2015، والتي توضح تفاصيل تمرد بلاك بولت ضد الملكة ميدوسا من نيو أتيلان. في مراجعتها للإنهيومانز: أرتقاء أتيلان #2، قالت إيما هاكسبوا من ذا راينبو هاب: «بينما كان لدى [كامالا] بعض الفرص للتألق في الكتاب الإنهيومانز الأساسي، أعادت تقديمها (مع إعادة تصميم كامل للشخصية من قبل ديف جونسون وخط سير قوي نأمل أن يكون العمل الذي قام به جون تيمز بمثابة ثورة حقيقية، ومن المأمول أن يتطابق تطور سولي مع قواها وأزياءها مع المزيد من الفرص في وقت لاحق من القصة لتعلم المزيد عن آرائها حول المقاومة وأسباب دعم آتيلان - مما يعزز هذه النسخة من كمالا كبطلة نضجت نسبياً تضطر إلى اتخاذ خيارات أخلاقية صعبة.»[47]
- تظهر نسخة مستقبلية من كمالا خان كعضو في المنفيين إلى جانب نيك فوري، وبلينك، وادن لاد، وفالكيري، ونسخة كرتونية على غرار تشيبي من ولفيرين، في سلسلة كتبها الكاتب صلاح الدين أحمد والفنان خافيير رودريغيز. ومن المقرر أن تبدأ السلسلة في أبريل 2018.[48]
- تظهر نسخة أخرى مستقبلاً من كامالا خان في فيلم أول-نيو ولفرين رقم 33 (أبريل 2018) من تأليف توم تايلور ورامون روزاناس كجزء من قصة "المرأة العجوز لورا" كرئيسة مستقبلية للولايات المتحدة. وقال كيران شياش من مؤسسة كوميك بوك ريسورسيز: "إن كمالا كرئيسة للولايات المتحدة تتميز بالكثير من المعاني. فهي ذكية ومليئة بالحيوية وتهتم بمجتمعها... كما أنها تساعد على ترسيخ عالم" المرأة العجوز لورا "على أنه" جيد ". المستقبل، "تقديم رئيس على أن تكون امرأة ومسلمة كإمكانية أن يحدث ذلك في حياتنا."[49]

## في وسائل الإعلام الأخرى
في سبتمبر / أيلول 2016، صرح مستشار مارفل كريتيف جو كيسادا أن السيدة مارفل ستظهر في «وسائل الإعلام الأخرى» كنتيجة للنجاح السريع للشخصية بين القراء، والذي أشار إلى أنه «لا يحدث كثيرًا» وأعترف أنه من المحتمل أنه لن يكون قد حدث قبل عشر سنوات.

### الكتب السمعية
في أغسطس 2015، أصدرت غرافيك أوديو السيدة مارفل: ليس طبيعي، والتي تتكيف مع الإصدارات الخمسة الأولى من سلسلة الكتب المصورة في تنسيق الصوت. تعاونت مارفل وغرافيك أوديو من قبل في الماضي لكن السيدة مارفل: ليس طبيعي تمثل أول مرة يتم فيها تكييف كتاب مسموع مباشرة من كتاب كومكس. وقال جيف رينجولد مدير مارفل للنشر المرخص: «كان التحدي هنا هو نقل الصور المرئية إلى شكل صوتي صارم دون استخدام راوي من قبل شخص ثالث.»

### الكتب
في مارس 2016، أعلنت مارفل بريس أنها ستصدر كتابًا مؤلفًا من 128 صفحة بعنوان «مارفل: قبضات الغضب» في أكتوبر 2017. ووفقًا للملف الموجز الرسمي، ستركز القصة على التنمر بسبب جنس كامالا خان وخلفيته.

### الأفلام
- ظهرت كامالا خان في عام 2018 فيلم الرسوم المتحركة، أرتقاء مارفل: سر المحاربين، ومرة أخرى قامت كاثرين خافاري بالأداء الصوتي لها.[53]
- في أيار / مايو عام 2018، قال رئيس مارفل ستوديوز كيفن فيج أن هناك هناك خطط لإدخال كمالا خان في عالم مارفل السينمائي بعد فيلم 2019 كابتن مارفل.[54]

### التلفزيون
قدمت خان أول ظهور لها على التلفزيون في الموسم الثالث من مسلسل الرسوم المتحركة "جمعية المنتقمون" (الذي أعيدت تسميته "المنتقمون: ثورة أولترون), قامت بأدائها الصوتي كاثرين خافاري. وكانت هي أول من ظهرت في الحلقة "حالة الإنهيومانز" قبل الظهور بشكل كامل في "الأولاد بخير".

### ألعاب الفيديو
- تظهر كمالا خان في لعبة الفيديو المجانية مارفل بازل كويست، وهي لعبة مغامرات ثلاثية المباريات، تم تطويرها بواسطة D3 Publisher.[58]
- تظهر كمالا خان كشخصية قابلة للّعب في ليغو مارفلز أفنجرز,[59] قامت بأدائها الصوتي أشلي بورتش.[60]
- تظهر كمالا خان كشخصية قابلة للعب في لعبة الجوالأمارفل أكاديمية المنتقمون,[61] قامت بأدائها الصوتي بريانكا شوبرا.[62]
- تظهر كمالا خان كشخصية قابلة للعب في لعبة الجوال مارفل: المعركة القادمة.[63]
- تظهر كمالا خان كشخصية قابلة للعب في لعبة الجوال مارفل: مسابقة للأبطال.[64]
- تظهر كمالا خان كشخصية صاحبة في لعبة الأدوار متعددة اللاعبين عبر الإنترنت، أبطال مارفل,[65] التي قامت بأدائها الصوتي إيريكا لوتريل.
- تظهر كمالا خان على طاولة الأبطال في زين بنبول 2 كجزء من حزمة DLC «نساء القوة».[66]
- تظهر كمالا خان في ليغو مارفل سوبر هيروز 2[67]، وقامت بأدائها الصوتي ريبيكا قيصر.

## وصلات خارجية
- كامالا خان في كوميكس كون
- كامالا خان في قاعدة بيانات مارفل